# Мир (сеть магазинов)
«Мир» — в прошлом, одна из крупнейших в России сетей магазинов по продаже бытовой техники и электроники. Штаб-квартира — в Москве. Основана компания «Мир» в 1993 году и упразднена  
в 2010 году.

## Деятельность
Сеть управляла 72 магазинами в России, из которых 19 находились в Москве. Использовала для работы с покупателями дисконтные карты.
По собственным данным, оборот сети в 2007 году составил 675 млн долларов. По данным компании ФИНАМ, «Мир» занимала 4-е место (5 %) на российском рынке бытовой техники после «Эльдорадо» (28 %), «М.Видео» (10 %) и «Техносилы» (7 %).
Оборот за 2006 год составил 550 млн долларов, EBITDA — 33 млн долларов.

## Кризис 2008—2010 годов
Сеть понесла серьёзные потери в результате кризиса 2008—2010 годов. Зимой 2009 года стало известно, что собственники торговой сети ищут покупателя на сеть или её долю в обмен на покрытие долгов.
К марту 2010 года все 18 московских магазинов сети бытовой техники оказались закрыты, но в регионах продолжали работать 30 магазинов. Ранее бывшая основной операционной компанией сети ООО «Мовитрэйд» по состоянию на март 2010 года находилось в состоянии банкротства (долги данного юридического лица превышали 1,8 млрд руб.).
В апреле 2010 года головная организация сети — ОАО "Магазины электроники «Мир» — была признана банкротом и в её отношении было открыто конкурсное производство сроком на 6 месяцев.